# 菜農站
菜農站（法語：Maraîchers）是巴黎地鐵的一個車站。菜農站開業於1933年12月10日，是巴黎地鐵9號線延伸工程的一部分。菜農站這一名稱取自於菜農街。在20世紀之前，菜農站附近地區仍然是不少農業地，這裡最著名的特產是桃子。

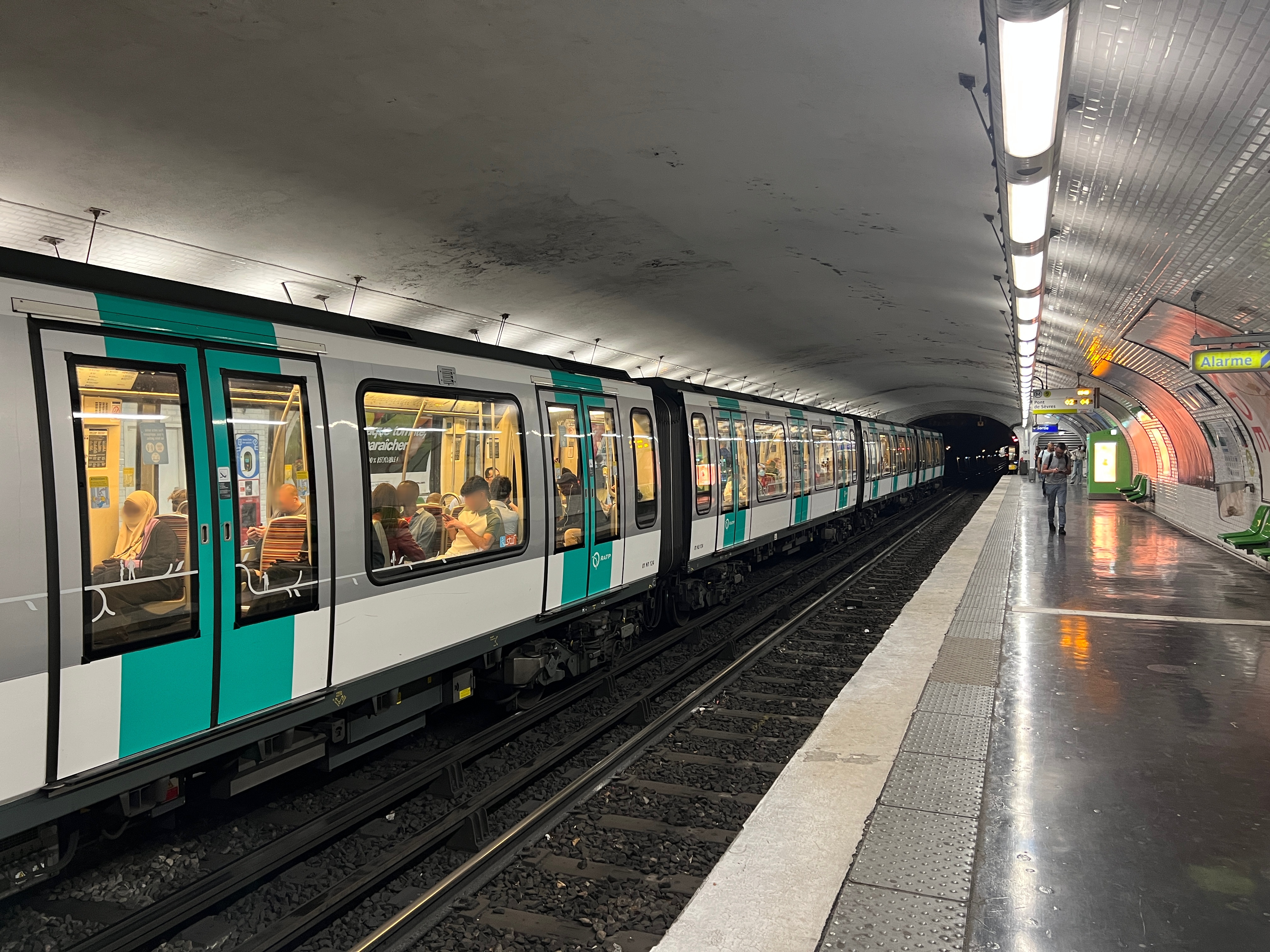
月台（2022年6月）

## 車站結構
| 街道層    |                    |                            |
| B1        | 夾層               |                            |
| 9號線月台 | 側式月台，右側開門 | 側式月台，右側開門         |
| 9號線月台 | 西行               | 往塞夫爾橋（布松瓦爾）     |
| 9號線月台 | 東行               | 往蒙特勒伊鎮（蒙特勒伊門） |
| 9號線月台 | 側式月台，右側開門 |                            |